# Yenesi
Yenesi   (Avilés, 18 de novembre de 2000) és una cantant, drag queen i tiktoker asturiana.

## Biografia
Tot i que va néixer a Avilés, es va criar a L'Arena. Va entrar en contacte amb el drag de petita en veure desfilar drag queens pel Port d'Eivissa. Més tard, a 14 anys, a través del xou de telerealitat RuPaul's Drag Race, va començar a construir el seu personatge.
El 2022, va guanyar certa popularitat a Twitter arran d'uns vídeos d'imitació amb maquillatge. Més tard, es va tornar a viralitzar amb un vídeo de to satíric. Al novembre, va participar en un debat sobre la situació del drag a Espanya en el programa web Gen Playz, acompanyada d'Hugáceo Crujiente, Carmen Farala, Marcus Massalami i Morfina.
Des del començament, l'artista ha tingut molt de ressò a les xarxes socials i ha mantingut relació amb personalitats com Samantha Hudson, la seva «mare drag».

## Vida personal
S'identifica com una persona no-binària.

## Discografia

### Senzills
- «La rave del amor» (2022)
- «Sin ti nada es igual» (2023)
- «YENESI» (2023)
- «CALIENTE» (2023)
- «NENA» (2024)
- «LOCOLOCO» (2024)

## Filmografia

### Televisió
| Any  | Títol                  | Notes      |
| ---- | ---------------------- | ---------- |
| 2022 | Gen Playz              | 2 episodis |
| 2023 | Tentaciones After Show | 1 episodi  |

## Pòdcast
| Any  | Títol                | Notes      | Ref.  |
| ---- | -------------------- | ---------- | ----- |
| 2022 | Reyes del Palique    | 4 episodis |       |
| 2022 | La Pija y la Quinqui | 1 episodi  | [ 6 ] |
| 2023 | Animales Humanos     | 1 episodi  | [ 7 ] |